# Araxos repülőtér
Az Araxos repülőtér (IATA: GPA, ICAO: LGRX) Görögország egyik nemzetközi és egyben katonai repülőtere, amely Pátra közelében található. Éves utasforgalma 101 845 fő (2022). Üzemeltetője a(z) Görög Légierő.

## Légitársaságok és úticélok
2025-ben a Araxos repülőtérről az alábbi járatok indulnak (Utoljára frissítve: 2025-02-9):
| Légitársaság        | Célállomások                                                                         |
| ------------------- | ------------------------------------------------------------------------------------ |
| airBaltic           | Szezonális charter: Riga                                                             |
| Austrian Airlines   | Szezonális: Bécs                                                                     |
| Enter Air           | Szezonális charter: Varsó–Chopin                                                     |
| GetJet Airlines     | Szezonális charter: Vilnius                                                          |
| Neos                | Szezonális: Milan–Malpensa                                                           |
| Ryanair             | Szezonális: Bari (kezdődik 2025. május 3-án)                                         |
| Sky Express         | Szezonális charter: Timișoara                                                        |
| Smartwings          | Szezonális charter: Bratislava, Katowice Prága, Varsó–Chopin                         |
| TUI fly Belgium     | Szezonális: Brüsszel                                                                 |
| TUI fly Deutschland | Szezonális: Düsseldorf, Frankfurt, Hanover, München, Stuttgart                       |
| Volotea             | Szezonális: Lille (kezdődik 2025. április 9-én), Nantes (kezdődik 2025. június 3-án) |

## Futópályák
A repülőtér futópályái:
- 18R/36L (3352 m, 45 m, beton)

## Forgalom
Az utasforgalom az elmúlt években az alábbi módon változott:
| Utasok száma | 139 689 | 146 403 | 14 756 | 127 650 | 153 496 | 180 996 | 170 272 | 28 348 | 68 591 | 101 845 |
|              | 2013    | 2014    | 2015   | 2016    | 2017    | 2018    | 2019    | 2020   | 2021   | 2022    |